# De Kalb (Nowy Jork)
De Kalb – miasto w Stanach Zjednoczonych, w stanie Nowy Jork, w hrabstwie St. Lawrence.